# جونیور توروناریگه
جونیور توروناریگه (انگلیسی: Junior Torunarigha؛ زادهٔ ۱۸ آوریل ۱۹۹۰) بازیکن فوتبال اهل نیجریه است.
از باشگاه‌هایی که در آن بازی کرده‌است می‌توان به باشگاه فوتبال هرتابرلین، باشگاه فوتبال کارل زایس ینا، و باشگاه فوتبال فورتونا سیتارد اشاره کرد.